# Frans Coppelmans

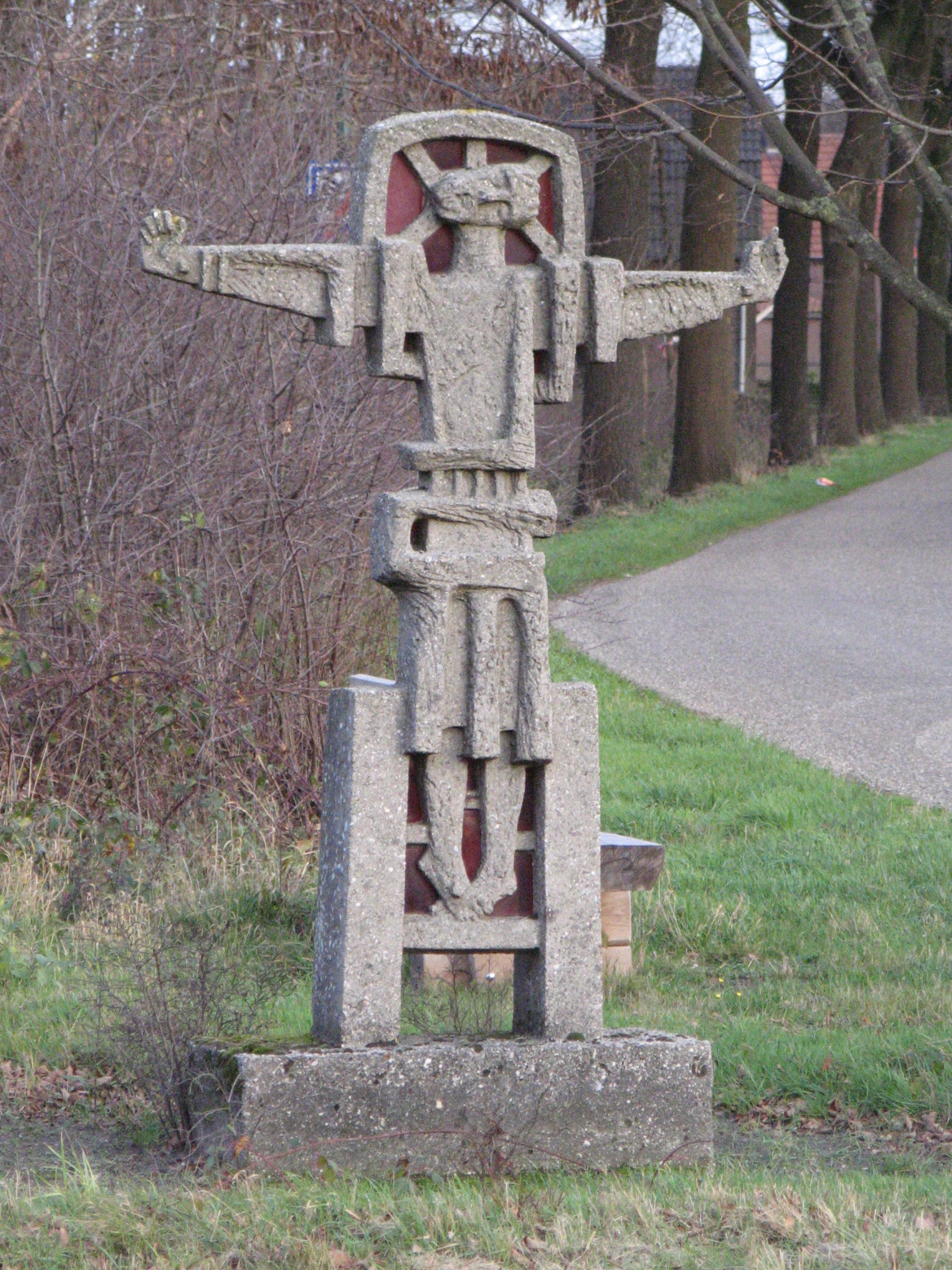
Kruisbeeld (1963), Oploo.

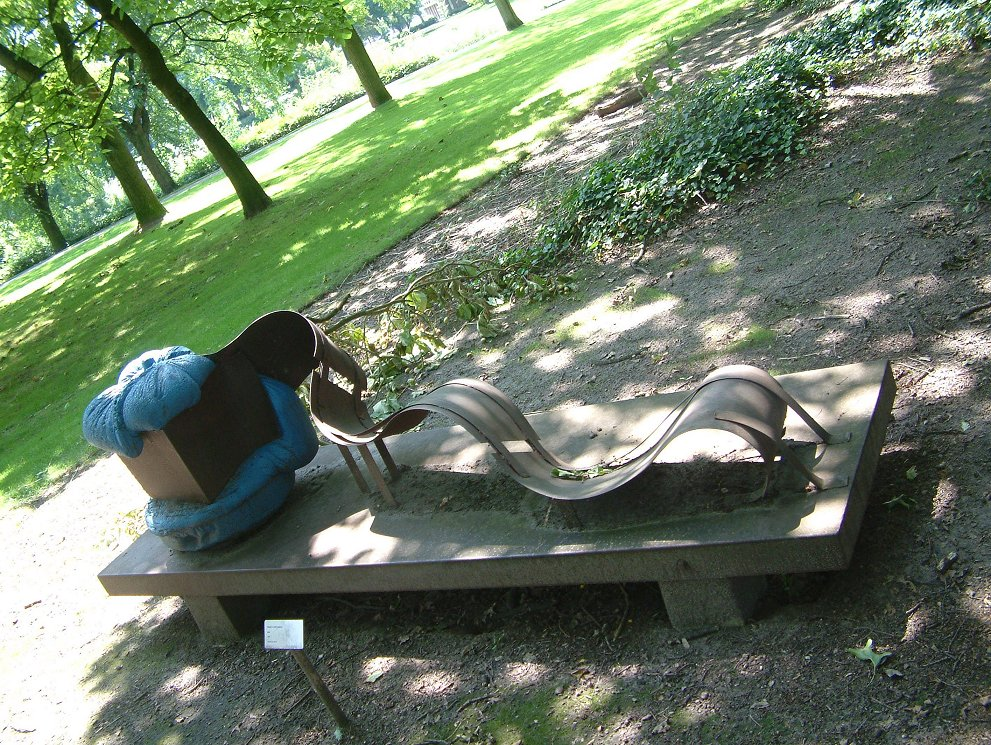
Bron (1985), Stadswandelpark, Eindhoven.

Frans Coppelmans (Eindhoven, 31 januari 1925 - aldaar, 31 december 1993) was een Nederlands beeldhouwer en filosoof.
Hij leerde beeldhouwen bij het Genootschap Kunstoefening in Arnhem van Gijs Jacobs van den Hof. Na de Tweede Wereldoorlog ging hij als soldaat naar Nederlands-Indië.
Aanvankelijk maakte Coppelmans met name figuratieve beelden. Een veelgebruikt materiaal hierbij was beton. Coppelmans woonde lange tijd in Best, waar hij in het bos een atelier had en lessen in onder meer beeldhouwen en schilderen gaf aan alle geïnteresseerden. In het begin van de jaren '60 woonde hij met zijn gezin twee jaar in Beugen.
Na zijn veertigste jaar hield hij zich vooral bezig met architectuur en filosofie. Door een wiskundige analyse van compositiewetmatigheden in kindertekeningen kwam hij tot een samenhangende visie op over ordening en hiërarchie. Deze visie formuleerde hij tot enkele wetmatigheden als universele basis voor het menselijk leven.
Hoewel hij een rooms-katholieke opvoeding genoot, kwam Coppelmans in contact met de Russisch-orthodoxe Kerk in Sint Hubert. Hier vond hij als "Cornelius" meer beleving dan in het Rooms-katholicisme.
- Biografisch Portaal: 26785050
- International Standard Name Identifier: 0000 0003 8881 5011
- Nederlandse Thesaurus van Auteursnamen: 07308137X
- RKD-Nederlands Instituut voor Kunstgeschiedenis: 18223
- Virtual International Authority File: 282104643
- WorldCat: E39PBJj4wYkQY8xfb3DbBWjcT3